# Hydrobiosis lindsayi
Hydrobiosis lindsayi är en nattsländeart som beskrevs av Tillyard 1925. Hydrobiosis lindsayi ingår i släktet Hydrobiosis och familjen Hydrobiosidae. Inga underarter finns listade i Catalogue of Life.